# Villers-sous-Ailly
Villers-sous-Ailly és un municipi francès situat al departament del Somme i a la regió dels Alts de França. L'any 2007 tenia 180 habitants.

## Demografia

### Població
El 2007 la població de fet de Villers-sous-Ailly era de 180 persones. Hi havia 71 famílies de les quals 20 eren unipersonals (12 homes vivint sols i 8 dones vivint soles), 16 parelles sense fills, 27 parelles amb fills i 8 famílies monoparentals amb fills.
La població ha evolucionat segons el següent gràfic:
Habitants censats

### Habitatges
El 2007 hi havia 80 habitatges, 72 eren l'habitatge principal de la família, 4 eren segones residències i 4 estaven desocupats. 71 eren cases i 1 era un apartament. Dels 72 habitatges principals, 55 estaven ocupats pels seus propietaris, 16 estaven llogats i ocupats pels llogaters i 2 estaven cedits a títol gratuït; 8 tenien una cambra, 2 en tenien dues, 5 en tenien tres, 20 en tenien quatre i 38 en tenien cinc o més. 66 habitatges disposaven pel capbaix d'una plaça de pàrquing. A 22 habitatges hi havia un automòbil i a 37 n'hi havia dos o més.

### Piràmide de població
La piràmide de població per edats i sexe el 2009 era:
| Homes | Edats   | Dones |
| ----- | ------- | ----- |
| 0     | 95 o +  | 0     |
| 0     | 90 a 94 | 0     |
| 0     | 85 a 89 | 4     |
| 0     | 80 a 84 | 0     |
| 0     | 75 a 79 | 0     |
| 0     | 70 a 74 | 4     |
| 8     | 65 a 69 | 8     |
| 4     | 60 a 64 | 0     |
| 4     | 55 a 59 | 12    |
| 4     | 50 a 54 | 4     |
| 4     | 45 a 49 | 4     |
| 4     | 40 a 44 | 4     |
| 8     | 35 a 39 | 12    |
| 4     | 30 a 34 | 0     |
| 0     | 25 a 29 | 4     |
| 4     | 20 a 24 | 0     |
| 8     | 15 a 19 | 4     |
| 8     | 10 a 14 | 4     |
| 0     | 5 a 9   | 4     |
| 4     | 0 a 4   | 4     |

## Economia

El 2007 la població en edat de treballar era de 109 persones, 88 eren actives i 21 eren inactives. De les 88 persones actives 81 estaven ocupades (40 homes i 41 dones) i 7 estaven aturades (5 homes i 2 dones). De les 21 persones inactives 9 estaven jubilades, 5 estaven estudiant i 7 estaven classificades com a «altres inactius».

### Ingressos
El 2009 a Villers-sous-Ailly hi havia 66 unitats fiscals que integraven 176 persones, la mediana anual d'ingressos fiscals per persona era de 15.901,5 €.

### Activitats econòmiques
Dels 3 establiments que hi havia el 2007, 1 era d'una empresa de construcció, 1 d'una empresa de comerç i reparació d'automòbils i 1 d'una empresa classificada com a «altres activitats de serveis».
Dels 2 establiments de servei als particulars que hi havia el 2009, 1 era un guixaire pintor i 1 perruqueria.
L'any 2000 a Villers-sous-Ailly hi havia 4 explotacions agrícoles.

## Poblacions més properes
El següent diagrama mostra les poblacions més properes.